# ミッドウェイ (1976年の映画)
『ミッドウェイ』（原題: Midway）は、1976年にアメリカが制作したミッドウェー海戦を題材にした戦争映画である。
序盤で東京や川崎などの主要都市に対するドーリットル空襲などが描かれ、終盤では1942年6月4日から7日のミッドウェー海戦で航空母艦・ヨークタウンが撃沈されるまでの過程を描いた作品である。

## 概要
アメリカ建国200周年を記念して製作された。チャールトン・ヘストン、ヘンリー・フォンダ等、ハリウッドを代表する豪華スターが多数出演している。
日本人俳優は山本五十六役に三船敏郎が起用されており、他は当時米国内で活躍していた日系人俳優たちで編成された。台詞は三船を含め全て英語となっているが、劇場公開時は三船と日本人声優によって、日本人の台詞のみ日本語吹き替えを行ったものが上映された。台詞の翻訳は戦史研究家の吉田俊雄が行っている。
空戦や海戦など戦闘シーンの多くは戦時中のニュースフィルムと過去に製作された戦争映画からの流用で構成された（後述）。作品ラストに流れる音楽はオリジナルとして制作された。
音響は『大地震』に引き続き当時としては最新のセンサラウンド（Sensurround）という特殊な技術を使用し臨場感を高めた。尚、公開当時本編の前にセンサラウンドを説明するクレジット・アナウンスが映しだされた。

## あらすじ
太平洋戦争が開戦して間もない1942年の4月18日。突如、米空母ホーネットより発艦したB-25が日本に襲来し、東京を初めとする主要都市が被害を受ける。被害は少なかったとはいえ、連勝中の日本軍にとっては痛手であった。広島にいた山本五十六は、急遽友永丈市や南雲忠一を召集し、真珠湾攻撃で打ち漏らした敵空母を沈め、それに合わせてミッドウェー諸島を占領しハワイ攻略に結びつけるMI作戦（ミッドウェー海戦の略称）を発案した。直ちに赤城、加賀、蒼龍、飛龍の4隻の空母からなる機動部隊と、戦艦を筆頭とする主力部隊を編成しミッドウェーに進撃した。しかし、アメリカは日本側の暗号をわずかながらも解読することに成功していた。空母エンタープライズ、空母ホーネットの他に、珊瑚海海戦で大破したヨークタウンを3日間で応急修理し、3機動部隊を編制して出撃したのであった。そんな中、日本軍は真珠湾を偵察するK作戦も、この合間に実行しようとしていた。
初めに、4隻の空母から発艦した日本軍機が、ミッドウェー島を空襲した。アメリカ軍機も果敢に応戦したが、零戦との性能差は大きく苦戦した。この空襲だけでは不十分と見た日本軍は、第二次空襲の準備を進めた。そのころ偵察のために進出していた日本軍機が、アメリカ機動部隊らしきものを発見した。だが空母がいるのかは不明だ。日本機動部隊にアメリカ雷撃隊が襲来したが、援護のために上空待機していた零戦隊によって次々と撃墜される。そしてアメリカの空母の位置が分かった。日本軍空母の甲板上では、陸上攻撃用爆弾を艦艇攻撃用航空魚雷に換装する作業が行われた。そんなとき、上空の雲を抜けてアメリカ軍の急降下爆撃隊が現れた。零戦隊はアメリカ雷撃機を追撃していたため、低空にしかいない。零戦に邪魔されずに目標を定めた急降下爆撃隊は、次々に爆弾を投下し、赤城、加賀、蒼龍の3隻に命中した。折しも兵器の換装中だった甲板上には、爆弾と魚雷がころがっていてこれらが誘爆する。無傷で残された空母は飛龍だけとなった。

## 出演者
アメリカ軍
- マシュー・ガース大佐 - チャールトン・ヘストン
- チェスター・ニミッツ大将 - ヘンリー・フォンダ
- レイモンド・スプルーアンス少将 - グレン・フォード
- フランク・J・フレッチャー少将 - ロバート・ウェッバー
- ジョセフ・ロシュフォート（英語版）中佐 - ハル・ホルブルック
- トム・ガース少尉 - エドワード・アルバート
- ウィリアム・ハルゼー・ジュニア中将 - ロバート・ミッチャム
- ヴィントン・マドックス大佐 - ジェームズ・コバーン
- カール・ジェソップ中佐 - クリフ・ロバートソン
- エルネスト・ブレイク少佐 - ロバート・ワグナー
- ハリー・ピアソン海軍調査部少将 - エド・ネルソン
- クラレンス・マクラスキー少佐 - クリストファー・ジョージ
- ジョージ・H・ゲイJr.（英語版）少尉 - ケビン・ドブソン
- マレー・アーノルド大尉 - ダブニー・コールマン
- シリル・サイマード艦長補佐 - トム・セレック
- マックス・レスリー中佐 - モンテ・マーカム
- マイルズ・ブローニング（英語版）少将 - ビフ・マクガイア
- ジョン・ワルドロン（英語版）中佐 - グレン・コーベット
- エリオット・バックマスター大佐 - グレゴリー・ウォルコット
- ラモス少尉 - エリック・エストラーダ

日本軍
- 山本五十六大将 - 三船敏郎（声 - ポール・フリーズ）
- 南雲忠一中将 - ジェームズ繁田
- 草鹿龍之介少将 - パット・モリタ
- 近藤信竹中将 - コンラッド・ヤマ
- 渡辺安次中佐 - クライド・クサツ
- 細萱戊子郎中将 - デール・イシモト
- 山口多聞少将 - ジョン・フジオカ
- 友永丈市大尉 - サブ・シモノ
- 栗田健男中将 - ジム・イシダ
- 源田実中佐 - ロバート・イトー
- 青木泰二郎大佐・空母 赤城 艦長 - ベネット・オータ

その他
- 佐倉春子 - クリスティナ・コクボ
- オーブリー・フィッチ少将 - ミッチェル・ライアン[注釈 1]
- アン - スーザン・サリバン[注釈 1]

## 日本語吹替
| 役名                       | 俳優                   |              | 日本語吹替                                                                                           | 日本語吹替 | 日本語吹替                                                                              |
| 役名                       | 俳優                   | 劇場公開版   | TBS版                                                                                                | 日本テレビ版 | テレビ朝日版                                                                            |
| アメリカ軍                 | アメリカ軍             | アメリカ軍   | アメリカ軍                                                                                           | アメリカ軍 | アメリカ軍                                                                              |
| -------------------------- | ---------------------- | ------------ | --- | --- | --------------------------------------------------------------------------------------- |
| マシュー・ガース           | チャールトン・ヘストン | 原語音声流用 | 納谷悟朗                                                                                             | 納谷悟朗 | 納谷悟朗                                                                                |
| チェスター・ニミッツ       | ヘンリー・フォンダ     | 原語音声流用 | 柳生博                                                                                               | 内田稔 | 大久保正信                                                                              |
| トム・ガース               | エドワード・アルバート | 原語音声流用 | 森功至                                                                                               | 東富士郎 | 田中秀幸                                                                                |
| ジョセフ・ロシュフォート   | ハル・ホルブルック     | 原語音声流用 | 千葉耕市                                                                                             | 西田昭市 | 青野武                                                                                  |
| レイモンド・スプルーアンス | グレン・フォード       | 原語音声流用 | 田中信夫                                                                                             | 川合伸旺 | 田中信夫                                                                                |
| エルネスト・ブレイク       | ロバート・ワグナー     | 原語音声流用 | 城達也                                                                                               | 堀勝之祐 | 宮田光                                                                                  |
| ウィリアム・ハルゼー       | ロバート・ミッチャム   | 原語音声流用 | 内海賢二                                                                                             | 細井重之 | 出演シーンカット                                                                        |
| カール・ジェソップ         | クリフ・ロバートソン   | 原語音声流用 | 羽佐間道夫                                                                                           | 出演シーンカット | 出演シーンカット                                                                        |
| ヴィントン・マドックス     | ジェームズ・コバーン   | 原語音声流用 | 小林清志                                                                                             | 仲木隆司 | 渡部猛                                                                                  |
| ハリー・ピアソン           | エド・ネルソン         | 原語音声流用 | 寺島幹夫                                                                                             | 筈見純 | 寺島幹夫                                                                                |
| フランク・J・フレッチャー  | ロバート・ウェッバー   | 原語音声流用 | 家弓家正                                                                                             | 北原義郎 | 阪脩                                                                                    |
| 日本軍                     |                        |              | | |                                                                                         |
| 山本五十六                 | 三船敏郎               | 三船敏郎     | 三船敏郎                                                                                             | 三船敏郎 | 小林勝彦                                                                                |
| 南雲忠一                   | ジェームズ繁田         | 内海賢二     | 穂積隆信                                                                                             | 穂積隆信 | 山内雅人                                                                                |
| 近藤信竹                   | コンラッド・ヤマ       |              | 緑川稔                                                                                               | 緑川稔 | 緑川稔                                                                                  |
| 渡辺安次                   | クライド・クサツ       |              | 若本紀昭                                                                                             | 若本紀昭 | 二又一成                                                                                |
| 細萱戊子郎                 | デール・イシモト       |              | 今西正男                                                                                             | 今西正男 | 今西正男                                                                                |
| 山口多聞                   | ジョン・フジオカ       |              | 宮田光                                                                                               | 宮田光 | 宮内幸平                                                                                |
| 草鹿龍之介                 | パット・モリタ         |              | 村松康雄                                                                                             | 村松康雄 | 村松康雄                                                                                |
| 友永丈市                   | サブ・シモノ           |              | 千田光男                                                                                             | 千田光男 | 郷里大輔                                                                                |
| 源田実                     | ロバート・イトー       | 納谷悟朗     | 玄田哲章                                                                                             | 玄田哲章 | 玄田哲章                                                                                |
| 栗田健男                   | ジム・イシダ           |              | | 井口成人 |                                                                                         |
| その他                     |                        |              | | |                                                                                         |
| 佐倉春子                   | クリスティナ・コクボ   |              | 吉田理保子                                                                                           | 幸田直子 | 土井美加                                                                                |
| アン                       | スーザン・サリバン     |              | 武藤礼子                                                                                             | |                                                                                         |
| 配役不明                   |                        |              | 細井重之 杉田俊也 津嘉山正種 井口成人 笹岡繁蔵 政宗一成 谷口節 岡部政明 平林尚三 木原正二郎 桜本昌弘 | 嶋俊介 広瀬正志 喜多川拓郎 峰恵研 高瀬哲朗 小滝進 松岡文雄 福士秀樹 石森達幸 勝田久 岡部政明 平林尚三 木原正二郎 桜本昌弘 | 石森達幸 平林尚三 秋元羊介 二又一成 大山高男 笹岡繁蔵 谷口節 玄田哲章 幹本雄之 坂口征平 |
|                            |                        |              | | |                                                                                         |
| 演出                       | 演出                   |              | 左近允洋                                                                                             | 長野武二郎 | 左近充洋                                                                                |
| 翻訳                       | 翻訳                   |              | 額田やえ子                                                                                           | 大野隆一 | 進藤光太                                                                                |
| 効果                       | 効果                   |              | | PAG | PAG                                                                                     |
| 調整                       | 調整                   |              | | 栗林秀年 | 栗林秀年                                                                                |
| 制作                       | 制作                   |              | グロービジョン                                                                                       | グロービジョン | グロービジョン                                                                          |
| 解説                       | 解説                   |              | 荻昌弘                                                                                               | 水野晴郎 | 淀川長治                                                                                |
| 初回放送                   | 初回放送               |              | 1979年10月8日・15日 『月曜ロードショー』                                                             | 1981年12月2日 『水曜ロードショー』                                                                                        | 1983年6月5日 『日曜洋画劇場』                                                           |

日本国内でのテレビ初放映（TBS）の際には、劇場公開時には含まれていない44分の映像が追加されたバージョンが放映された。
- 劇場公開版：公開の際「日本軍が英語で会話するのは変だ」という意見が三船や配給会社からあったため、日本軍のみ吹き替えが行われたもの。
翻訳監修：吉田俊雄[2]、制作協力：東宝映像／日本MCA
※翻訳は日本テレビ版と同じ。アメリカ、イギリス、カナダ以外の国での上映にはこの音源を使用[2]。

※2017年11月2日発売のBDには、TBS版と日本テレビ版の吹き替え音声を収録。また、劇場版には無い前述の44分の映像を追加したTBS初回放送時の特別復元映像が、特典としてDVD収録・同梱されている。

## 他映画作品からの映像流用について
本作における戦闘の場面や兵器が登場する場面は、その大半が米軍が戦時中に記録したミッドウェイ海戦とは無関係な他の戦域の実写フィルム映像と、過去に上映された他社の劇場用映画作品からの流用である。例えば、冒頭のドーリットル隊による空母発艦とそれに続く東京空襲はMGMの『東京上空三十秒』から、零式艦上戦闘機をはじめとした随所にある各艦上機の空母発艦シーン、および、ミッドウェイ島攻撃で車両が炎上したり米兵が対空砲を撃ったり吹き飛ばされたりするシーンなどは20世紀フォックスの『トラ・トラ・トラ!』からそれぞれ流用された。また、日本海軍・艦隊の洋上シーンや、空母赤城・飛龍の甲板上シーンや格納庫の炎上シーン、漁民たちからの見送りをうけるシーンなど、日本軍に関するシーンでは東宝製作の日本映画『ハワイ・ミッドウェイ大海空戦 太平洋の嵐』などから多くが使用された。
最終的にスマイトが自身でとったシーンは、132分の上映時間のうち100分を切っている。

## 制作の裏話
- 本作の監督はジョン・ギラーミンが予定されていた。
- 主演のヘストンは『オーメン』の出演依頼を断って本作を選んだ。代わって『オーメン』には、『大いなる西部』で共演したグレゴリー・ペックが起用された[4]。

## その他

### エンディング音楽のバージョン違い
エンディング／エンドクレジット時に流れるBGMの違いに因るバージョン違いが確認される。一つは勇壮な曲調の「END TITLE:MIDWAY MARCH」の版と、もう一つは前述に比べると格調高い曲調の「MEM OF THE YORKTOWN MARCH」の2種類（曲題はいずれも同映画のオリジナル・サウンドトラック版CDのタイトルクレジットに因る）で、BGMが異なる版が存在する理由や経緯の詳細は不明。映画公開版とされるユニバーサル映画に拠る発売メディアに収録されている場合も、日本国内でテレビ放送されたもの（放送の種類、字幕版／日本語吹替えに拠らず）でも、両ケースにおいてバージョン違いが存在している。

### 登場兵器の撮影
劇中には当時の連合艦隊旗艦として戦艦大和が登場する。しかし、この映像は映画『トラ・トラ・トラ』で長門としての映像を使いまわしたものである。また、大写しの場面以降は遠距離から撮影されたものが3度ほど出てくるがあまり似ていない。なお日本艦の遠影のシーンの殆ども新規撮影ではなく、過去の日本映画作品で使われていた特撮シーンの使いまわしである。日本側の実艦のシーンとしては、日本空母にみたてた映画製作当時の米国現役空母ぐらいとなっている。

### 事実との相違

#### 兵器の描写
- 日本軍艦載機（ゼロ戦、99式艦爆、97式艦攻）の実機は、映画『トラ・トラ・トラ!』撮影時に使用されたT-6テキサン、BT-13 ヴァリアント改造機。
- 米海軍空母艦載のシーンでは、実際には空母航空隊には配備されていなかったF6FやTBF、SB2C、SB2U（TBFとSB2Uはミッドウェイ守備隊のみに配備）が実写フィルムの流用で登場。特にF6FはF4Fに、SB2UはSBDに若干シルエットが似ていることから劇中での流用が多用されている。またSB2UはTBDのシーンでも多く代用されている。
- ヨークタウンへ攻撃に向かう小林道雄大尉率いる攻撃隊の99艦爆の飛行中シーンの描写に用いられた機体は史実の再現としては実に珍妙な迷彩が施され、また同じ作品内で使用されているテキサン改造の模倣99艦爆とも似ても似つかない謎の機体が映されている。
- 友永隊による日本艦載機のヨークタウンへの最後の攻撃（雷撃）再現シーンではなぜか日章旗がひらめく艦上空をかすめるTBFが映っている。
- 飛龍航空甲板上の艦上載群の描写は全て古い日本製映画のシーンの流用で、そのシーンが飛龍が孤軍奮闘中のシーンのものなので、他の3空母が被弾する前でも既に他の空母所属機の混載状態になっている。ちなみに、B-II（第二航空戦隊二番艦所属の艦載機）なのに機胴体には赤線二本[注釈 7]の塗装がしてある機体が映っているなど、事実上はありえない設定の機体がある矛盾は、流用元の映像がすでにそうなっていることによる。
- ミッドウェイ島に向かう日本軍攻撃機が空母から発艦するシーンのみが日の出前の早朝シーンなのに他は明るい日中シーンなのは、発艦シーンの描写が史実どおり早朝であった『トラ・トラ・トラ!』の流用であったための矛盾。
- 空母の描写はヨークタウン級は大戦中の実際のヨークタウン級の映像が若干と、あとはエセックス級の実写の他は（作品撮影当時の）現用空母を代用。日本軍の空母は『トラ・トラ・トラ!』を含めて過去の日本製映画の特撮シーンの流用の他は米軍空母と同様に米軍現用空母のシーンを使用。そのため空母・空母赤城なのに艦橋が右（赤城は艦橋が左側）にあるなどの矛盾があるシーンは少なくない。
- トム・ガースが着艦した空母の描写はエセックス級の２番艦であるCV-10ヨークタウン（甲板上に10という数字が入っている）の実写映像が用いられている。

### 収録メディア
公開上映当時の形では、ユニバーサル・ピクチャーズ・ジャパン制作販売のDVDがある。劇場公開時のカットシーンや米国でのテレビ放映時の追加シーンなどの映像特典入り。ただし日本語吹き替えバージョンや日本でのテレビ放映時の追加シーンなどは収録されていない。なお、このDVDの日本語字幕は、軍事や軍記の知識に乏しいスタッフが携わったと思われ、軍事用語として捉えた場合、多くの誤訳や不自然さが目立つ訳が多数見られる。ちなみに、日本国内でテレビ放送されたおりの日本語吹き替えや字幕では、このDVDに収録されている字幕にみられるような違和感のある訳は殆ど見当たらない。
※2017年11月2日発売のブルーレイに収録された字幕では、本編、特典ともにDVD版字幕の誤訳は改善されている。
誤訳の例
- 攻撃機・航空機の機数を隻と表示。
- 「Torpedo Pilot」（雷撃機、あるいは日本軍なら艦上攻撃機のパイロット）を魚雷艇操縦士と表記したり、「Torpedo」（雷撃機の意味で使用）は単に「魚雷」や「魚雷攻撃機」「魚雷爆撃機」などと表示。
- 「Bomber」（爆撃機・爆撃機隊）を単に「爆弾」、「16 Dive bombers」などを「急降下爆弾16体」と表示。
- 艦種不明の米国艦群を米国戦艦と表記。
- 空母の蒼龍を曽柳と誤植。また蒼竜偵察機とすべき場面で偵察機蒼竜と表示。
- 海軍軍人しかいない場面での会話・談話で役職名をいちいち「海軍少将」などと話す。
- 艦長職にはない人間に向けた呼称（Sir）を艦長と表示。
- 巡洋艦（cruiser）を「巡洋戦艦」と表示。
- ミッドウェイ島の守備隊員が現場での上官への呼びかけ呼称（Captain）を「艦長」と表示。
- 「PBY」を特に使い分けの必要もないのに「飛行艇」と表示したり「偵察機」と表示したり一貫性が無い。
- 「Japanese Navy」を日本海兵隊と表示。
- 友永大尉（Lieutenant Tomonaga）を「友永副官」または「友永副長官」と表記。
- 「Tomonaga plane」を「友永の戦闘機」と表示。
- 黒島参謀（「Captain Koroshima」、当時は大佐）を「黒島大将」と表記。
- 「近藤・細萱両海軍中将」を「近藤・細萱両海軍隊長」と表記。
- ヴィントン・マドックス大佐（Captainマドックス）を終始「艦長」と呼称。
- 南雲中将が空母赤城艦橋に着任時、草鹿少将を艦長である青木大佐に紹介するとき「chief of my staff」と言ったのを「私の上官だ」と表記。
- 「源田中佐（Commander Genda）」、「淵田中佐（Commander Fuchida）」を「源田司令官」、「淵田司令官」と表記。
- 「AirCommander」（源田中佐のことを指す）を「空軍司令官」と呼称する
- 「Invasion force has been discovered」を「侵略が発見された」と表現
- 「Invasion force」を「侵略船」と表記。
- 「護衛巡洋艦からは五機の水上機」のくだりを「五隻のカタパルト」と表現。
- 機上から視界内に日本軍戦闘機隊を発見した偵察機搭乗員が「日本軍戦闘機パイロットだ！」と叫ぶ。
- VF-8、VB-8をそれぞれ8番戦闘機、8番爆撃機などと単機呼称で表記。
- VF-8への呼びかけでVF-8を管制隊と表示。
- 「ariclaft」あるいは「airplane」をしばしば戦闘機と機種を限定した言い切りで表示。
- 爆撃機の後方搭乗員が操縦士に艦長と叫ぶ。
- 「without fighter protection」 を「防御装備ナシに」と表示。
- 戦闘機隊での戦闘中に戦闘機隊の指揮官を「司令官」と呼んでいる。
- 敵空母を発見した索敵機長が通信士に「南雲の空母に知らせろ」と発言。
- 「Thach's plane」を「サックの他の狙撃兵」と表示。

## 登場する艦船
- 大和
- 赤城
- 加賀
- 飛龍
- ホーネット
- ヨークタウン
- エンタープライズ
- 蒼龍
- 愛宕(艦橋のみ)
- 陸奥
- 長門